# Érzéki vágyak birodalma

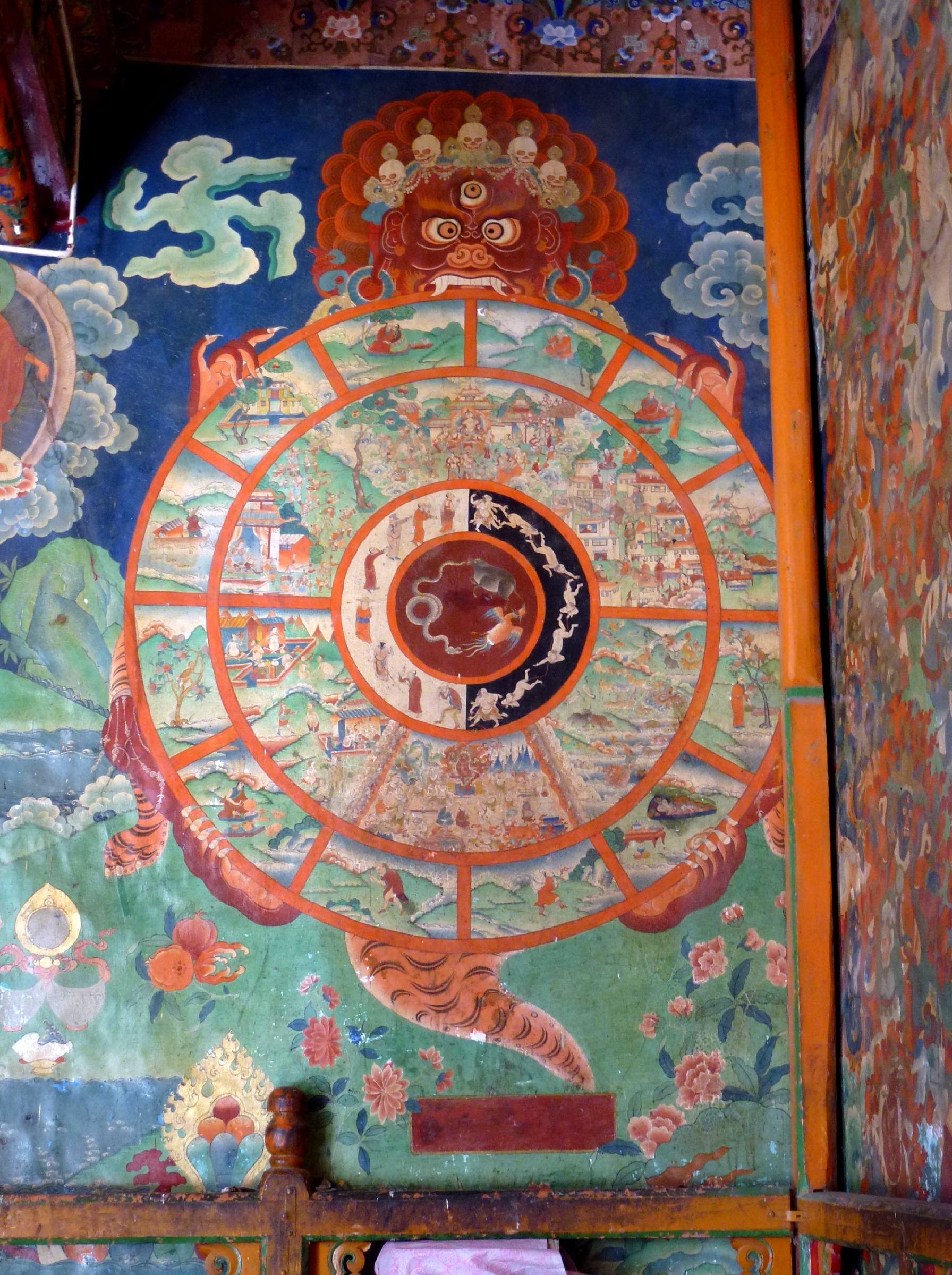
Tibeti bhavacsakra vagy "életkerék" a Szera kolostorban, Lhásza.

Az érzéki vágyak birodalma (szanszkrit: कामधातु kāma-dhātu, páli: kámalóka; tibeti:  'dod pa'i khamsz; japán: 欲界 Joku-kai) vagy káma-vacsara a hagyományos buddhista kozmológia három birodalma (szanszkrit: dhātu, tibeti: khams) vagy három világa (szanszkrit: triloka), amelybe a szanszárában vándorló lények újraszülethetnek. A másik két birodalom az alakok birodalma, (szanszkrit rupa-dhātu) és az alaknélküliség birodalma (szanszkrit ārupa-dhatu). Összesen 31 létsíkot osztottak be ebbe a három birodalomba. A 8. századi közép-jávai Borobudur buddhista emlékek építészeti megoldásai ennek a három birodalomnak (kamadhátu, a rúpadhátu és az arúpadhátu állapotai) a koncepcióját hordozzák egy mandala képével, amit egy lépcsős piramis mintáz, amelynek tetejét sztúpák koronáznak.
Az érzéki vágyak birodalmán belül megkülönböztetnek öt vagy hat birodalmat (szanszkrit: gati) az irányzattól függően.  Az indo-tibeti mahájána buddhizmusban hat (tibeti: rigs drug gi skye gnas), a théraváda buddhizmusban öt birodalmat számolnak, ugyanis ez utóbbiak az aszúrákat egybeveszik a dévákkal. A taoizmusban is öt birodalom létezik.
Az érzéki vágyak birodalmába született lények boldogsági szintje különbözik, azonban mindannyian - anágámik, arhatok és buddhák kivételével - Mára démon uralma alá tartoznak és érzéki vágyaktól függenek, amely szenvedést okoz számukra. Az egyén korábbi cselekedetei határozzák meg, hogy a hat birodalom közül melyikben fog újjászületni.
A mahájána és a vadzsrajána buddhizmusban léteznek bizonyos hagyományok, amely szerint az érző lények halála megmutatja, hogy mely birodalomban fognak újjászületni. A Taisó Tripitaka nyolcfajta tudatosságról szóló költeményében a következő szerepel: "a test utolsó melegsége a szenteknél a fej tetejéből, a déváknál a szemekből, az embereknél a szívből, az éhes szellemeknél a hasból, az állatoknál a térdhajlatból, a pokollakóknál a talpakból távózik". A tibeti Bardo tödol, vagy közismertebb nevén Tibeti halottaskönyv („A hallás által megszabadító bardo útmutatás nagykönyve”) további részleteket közöl ezekről a birodalmakról.

## A hat birodalom
Az érzéki vágyak birodalmába hat birodalom tartozik:
- Istenek (szanszkrit, páli: déva) birodalma
- Féltékeny istenek vagy félistenek (szanszkrit, páli: aszúra) birodalma
- Emberek (szanszkrit: manuṣya, páli: manussa) birodalma
- Állatok (szanszkrit: tiryagyoni, páli: tiracchānayoni) birodalma
- Éhes szellemek (szanszkrit: préta, páli: petta) birodalma
- Pokollakók (szanszkrit: naraka, páli: niraya) birodalma

### Istenek birodalma (örömteli tudatállapotok)
A dévák birodalma az örömök világa, amelynek hátránya az, hogy a dolgok annyira kényelmesek, hogy a lakói teljesen elhanyagolják a megvilágosodásra való törekvést. Ehelyett fokozatosan felélik az összegyűlt jó karmáikat, ami miatt végül alacsonyabb birodalmakban születnek újjá.
A dévák birodalmát úgy is nevezik, hogy az istenek birodalma, mivel a lakói a birodalmukon belül olyan hatalmas erővel rendelkeznek. Az emberekhez képest a dévákat a görög vagy a római mitológia isteneihez lehet hasonlítani. Azonban a dévák nem halhatatlanok, nem mindentudók, nem képesek bármire és nem számítanak teremtőnek sem, akik halálkor ítélkeznének emberi sorsok felett, azáltal nagyban különböznek a nyugati egyistenhitben szereplő Istentől.

### Aszúra birodalom
Az aszúra birodalom lakói a félistenek. Folyamatosan féltékenyek, irigyek, őszintétlenek, küzdenek és háborúskodnak egymással. Úgy születhettek ebbe a birodalomba, hogy emberként jó szándékaik voltak de rossz cselekedetekkel párosultak mások bántása által. Az alacsonyabb szinteken lévő aszúrák rosszindulatúak (mint például Mára) és inkább nevezhetők démonnak. Másik elnevezésük a Raksasza.
Az aszúrákról úgy tartják, hogy az embereknél örömtelibb életet élnek, azonban folyamatosan gyötri őket a féltékenység az istenek felé, akiket éppen úgy érzékelnek, mint az állatok az embereket.

### Az emberek birodalma
Az emberek birodalmát (más néven manusja birodalom) a vágyak, az érzelmek, a kétség és a büszkeség jellemzi.
A buddhisták az összes lehetséges újjászületés közül az emberként történő újraszületést tartják a legüdvösebbnek, ugyanis ebben a birodalomban lehetséges a szanszárából történő megszabadulás a jelenlegi vagy jövőbeli életekben (az anágámik részére a déva birodalomban történik a megszabadulás). Úgy tartják, hogy az emberként történő újjászületésben rengeteg lehetőség van, ha megfelelően használják. Azonban a legtöbben anyagi dolgok hajszolására pocsékolják el az idejüket és csak megerősítik negatív érzelmeiket, gondolataikat és egyéb cselekedeteiket. Emiatt a legtöbben alacsonyabb birodalmakban születnek újjá. Az alacsonyabb birodalmakban, mint például az állatokéban, nehéz és lassú folyamat annyi érdemet összegyűjteni, hogy újra emberként történjen az újjászületés.

### Az állatok birodalma
Az állatok birodalmára (más néven Tirjag-joni birodalom) az ostobaság és az előítélet erős tudatállapota jellemző, amelyek az előző életekben kerültek felhalmozásra.
A buddhisták úgy tartják, hogy ebbe a birodalomba tartoznak a Föld állatai. Az állatok úgy látják az embereket, ahogy az aszúrák a dévákat.

### A préta birodalom
Az éhes szellemek birodalmát az erős tulajdonlás és vágy jellemzi, amelyek az előző életekben kerültek felhalmozásra.
Azokat az érző lényeket, akik ebben a birodalomban élnek úgy nevezik, hogy "éhes szellemek". Folyamatosan rendkívül éhesek és szomjasak, de nem képesek kielégíteni szükségleteiket. A bhavacsakra tibeti ábrázolásában ezeket a lakókat szűk nyakkal és hatalmas hassal jelenítik meg. Ez azt jelenti, hogy a vágyaik kínozzák őket, de nincs esélyük arra, hogy azokat kielégítsék.

### A poklok birodalma
A naraka birodalmat vagy "poklok birodalmát" a gyűlölet jellemzi, amelyek az előző életekben kerültek felhalmozásra.
A buddhizmusban a pokol jelentősen eltér az egyistenhitekben szereplő pokloktól, ugyanis a buddhizmus nézete szerint az aki a pokolban születik újjá nem örökre marad ott (kivételt jelent a júdaizmus, amelyben a pokolra került lelkek bűneit megtisztítja a tűz és felkerülhetnek a mennyországba). A narakákban addig maradnak a lakók, amíg a rossz karmáikat fel nem élik, amely után magasabb birodalmakban születnek újjá.

## Az életkerék
A bhavacsakra vagy "életkerék" népszerű tanítási eszköz, amelyet gyakran alkalmaznak az indo-tibeti hagyományban. Ábrán mutatják be a birodalmakat vagy "létsíkokat" és azokat hajtóerőket, amelyek ezeket az újjászületéseket irányítják. Ebben az ábrázolásban a dévák szerepelnek legfelül, majd óramutató járásával megegyező irányban az aszúrák, az állatok, az éhes szellemek, a pokollakók és az emberek. Közelebbi vizsgálat által megfigyelhető, hogy mindegyik birodalomban szerepel Buddha alakja is.